# Eiji Kawashima
Pour les articles homonymes, voir Kawashima.
Eiji Kawashima (川島 永嗣, Kawashima Eiji), né le 20 mars 1983 à Yono, est un footballeur international japonais. Il évolue au poste de gardien de but au Júbilo iwata au Japon.

## Biographie
Eiji Kawashima commence sa carrière professionnelle en 2001 à l'Omiya Ardija. Il rejoint ensuite le Nagoya Grampus Eight en 2004 où il n'est que le deuxième gardien. Le Kawasaki Frontale le recrute en 2007.

### Lierse
Début juillet 2010, Kawashima est engagé par le Lierse SK, promu en Jupiler Pro League. Il déclare : « Après notre élimination au Mondial, j'ai compris que je ne pouvais m'améliorer que si je jouais dans une compétition supérieure ».
Le 20 août, le match Lierse SK-Beerschot est arrêté quelques minutes par l'arbitre à la suite d'un jet de projectile et des chants « Kawashima-Fukushima ! » (en référence à l'accident nucléaire de Fukushima) de supporters adverses à l'encontre du joueur.

### Standard de Liège
Le 13 juillet 2012, le gardien japonais est transféré vers le Standard de Liège. Il y signe un contrat de trois ans, et le montant du transfert est évalué à 600 000 euros. À Liège, il sera en concurrence avec l'international turc Sinan Bolat, et les jeunes Anthony Moris et Laurent Henkinet. Néanmoins, la blessure de longue durée de Bolat, combinée à ses désirs d'ailleurs, ont convaincu Ron Jans et la direction principautaire de lui chercher un remplaçant. En signant Kawashima le club liégeois réalise un beau coup marketing, le portier est une véritable star dans son pays.

### Dundee United
En 2015, il quitte le Standard pour rejoindre le club de Dundee United. À Dundee United, il encaisse 27 buts en 16 matches et ne peut empêcher le club d'être relégué en deuxième division écossaise.

### FC Metz
Le 1er août 2016, il signe un contrat de deux ans avec le FC Metz, tout juste promu en Ligue 1, comme troisième gardien dans la hiérarchie puis rapidement doublure de Thomas Didillon lors du départ de David Oberhauser au mercato. Il s'impose rapidement au point d'être finalement mis en concurrence au poste de numéro 1 lors de la saison 2017-2018, sous les ordres de Philippe Hinschberger puis de Frédéric Hantz. Début juin 2018, Le Républicain lorrain annonce que le gardien japonais ne signera pas de prolongation de contrat avec le club.

### RC Strasbourg
Le 29 août 2018, il rejoint le RC Strasbourg pour une saison afin d'occuper le poste de troisième gardien et apporter son expérience au groupe strasbourgeois.
Il connaît sa première titularisation le 24 mai 2019 lors de la dernière journée de Ligue 1 contre le FC Nantes. Strasbourg s'impose 1-0. Le 22 juillet 2019, il prolonge son contrat avec le club alsacien pour deux saisons.
Lors de la saison 2020/2021, il est titularisé plus souvent à la suite de la blessure du gardien numéro un de Strasbourg, Matz Sels.
Il partage les cages avec l'autre gardien remplaçant de Strasbourg, Bingourou Kamara. Lors de la 12e journée de Ligue 1 le 27 novembre 2020 contre le Stade rennais, il est titularisé par Thierry Laurey et réalise une bonne performance, permettant au Racing Club de Strasbourg de prendre le point du nul. Une bonne prestation qui le conforte dans les cages strasbourgeoises durant l'absence de Matz Sels.
En fin de contrat avec Strasbourg à l'issue de la saison 2020-2021, Eiji Kawashima annonce le 12 juin 2021 sa prolongation au sein du club alsacien jusqu'en juin 2023. Son contrat expirant le 30 juin 2023, il n’est pas prolongé par son club.
Le 12 janvier 2024, il s'engage pour une saison avec le Júbilo Iwata, fraîchement promu en J1 League.

### Avec le Japon
Après avoir disputé la Coupe du monde de football des moins de 20 ans 2003, il est sélectionné pour la première fois en équipe du Japon de football en 2008 et fait partie du groupe des vingt-trois sélectionnés pour la Coupe du monde de football 2010.
Le 31 mai 2018, il est sélectionné pour représenter le Japon à la Coupe du monde 2018. À 35 ans, il est le joueur le plus âgé de l'effectif. Lors du premier match face à la Colombie, Kawashima est trompé par le coup franc de Juan Quintero qui passe sous le mur. Kawashima arrête la balle, mais la goal-line technology indique que le ballon a déjà franchi la ligne. Le Japon s'imposera finalement 2-1. Lors du match suivant face au Sénégal, le portier japonais repousse un ballon directement dans les jambes de Sadio Mané, qui ouvre la marque (score final 2-2). Il est capitaine de la sélection japonaise lors de la défaite face à la Pologne (0-1). À l'issue de la phase de groupes, le Japon se qualifie de peu, grâce au fair-play, bien que Kawashima ait reçu un carton jaune lors de la première rencontre. Lors des huitièmes de finale face à la Belgique, alors que son équipe mène 2-0, il encaisse trois buts, ce qui entraîne l'élimination du Japon.
Le 1er novembre 2022, il est sélectionné par Hajime Moriyasu pour participer à la Coupe du monde 2022.

## Statistiques
| Saison                | Club                  | Championnat           | Championnat | Championnat | Coupe(s) nationale(s) | Coupe(s) nationale(s) | Compétition(s) continentale(s) | Compétition(s) continentale(s) | Compétition(s) continentale(s) | Japon | Japon | Total | Total |
| Saison                | Club                  | Division              | M.          | B.          | M.                    | B.                    | Comp.                          | M.                             | B.                             | M.    | B.    | M.    | B.    |
| 2001                  | Omiya Ardija          | 2                     | -           | -           | -                     | -                     | -                              | -                              | -                              | -     | -     | 0     | 0     |
| 2002                  | Omiya Ardija          | 2                     | 8           | 0           | 4                     | 0                     | -                              | -                              | -                              | -     | -     | 12    | 0     |
| 2003                  | Omiya Ardija          | 2                     | 33          | 0           | -                     | -                     | -                              | -                              | -                              | -     | -     | 33    | 0     |
| Sous-total            | Sous-total            | Sous-total            | 41          | 0           | 4                     | 0                     | -                              | -                              | -                              | -     | -     | 45    | 0     |
| 2004                  | Nagoya Grampus        | 1                     | 4           | 0           | 8                     | 0                     | -                              | -                              | -                              | -     | -     | 12    | 0     |
| 2005                  | Nagoya Grampus        | 1                     | 3           | 0           | 7                     | 0                     | -                              | -                              | -                              | -     | -     | 10    | 0     |
| 2006                  | Nagoya Grampus        | 1                     | 10          | 0           | 4                     | 0                     | -                              | -                              | -                              | -     | -     | 14    | 0     |
| Sous-total            | Sous-total            | Sous-total            | 17          | 0           | 19                    | 0                     | -                              | -                              | -                              | -     | -     | 36    | 0     |
| 2007                  | Kawasaki Frontale     | 1                     | 34          | 0           | 7                     | 0                     | C1                             | 7                              | 0                              | -     | -     | 48    | 0     |
| 2008                  | Kawasaki Frontale     | 1                     | 34          | 0           | 2                     | 0                     | -                              | -                              | -                              | 1     | 0     | 37    | 0     |
| 2009                  | Kawasaki Frontale     | 1                     | 34          | 0           | 4                     | 0                     | C1                             | 9                              | 0                              | 7     | 0     | 54    | 0     |
| 2010                  | Kawasaki Frontale     | 1                     | 11          | 0           | -                     | -                     | C1                             | 6                              | 0                              | 6     | 0     | 23    | 0     |
| Sous-total            | Sous-total            | Sous-total            | 113         | 0           | 13                    | 0                     | -                              | 22                             | 0                              | 14    | 0     | 162   | 0     |
| 2010-2011             | Lierse SK             | 1                     | 28          | 0           | 2                     | 0                     | -                              | -                              | -                              | 9     | 0     | 39    | 0     |
| 2011-2012             | Lierse SK             | 1                     | 36          | 0           | 6                     | 0                     | -                              | -                              | -                              | 10    | 0     | 52    | 0     |
| Sous-total            | Sous-total            | Sous-total            | 64          | 0           | 8                     | 0                     | -                              | -                              | -                              | 19    | 0     | 91    | 0     |
| 2012-2013             | Standard de Liège     | 1                     | 40          | 0           | -                     | -                     | -                              | -                              | -                              | 15    | 0     | 55    | 0     |
| 2013-2014             | Standard de Liège     | 1                     | 37          | 0           | 1                     | 0                     | C3                             | 9                              | 0                              | 11    | 0     | 58    | 0     |
| 2014-2015             | Standard de Liège     | 1                     | 11          | 0           | 1                     | 0                     | C1+C3                          | 4+3                            | 0+0                            | 13    | 0     | 32    | 0     |
| Sous-total            | Sous-total            | Sous-total            | 88          | 0           | 2                     | 0                     | -                              | 16                             | 0                              | 39    | 0     | 145   | 0     |
| 2015-2016             | Dundee United         | 1                     | 16          | 0           | 3                     | 0                     | -                              | -                              | -                              | -     | -     | 19    | 0     |
| Sous-total            | Sous-total            | Sous-total            | 16          | 0           | 3                     | 0                     | -                              | -                              | -                              | 0     | 0     | 19    | 0     |
| 2016-2017             | FC Metz               | 1                     | 6           | 0           | 1                     | 0                     | -                              | -                              | -                              | 4     | 0     | 11    | 0     |
| 2017-2018             | FC Metz               | 1                     | 29          | 0           | 0                     | 0                     | -                              | -                              | -                              | 12    | 0     | 41    | 0     |
| Sous-total            | Sous-total            | Sous-total            | 35          | 0           | 1                     | 0                     | -                              | -                              | -                              | 16    | 0     | 52    | 0     |
| 2018-2019             | RC Strasbourg         | 1                     | 1           | 0           | 0                     | 0                     | -                              | -                              | -                              | 2     | 0     | 3     | 0     |
| 2019-2020             | RC Strasbourg         | Ligue 1               | 0           | 0           | 0                     | 0                     | -                              | -                              | -                              | 1     | 0     | 1     | 0     |
| 2020-2021             | RC Strasbourg         | Ligue 1               | 24          | 0           | 0                     | 0                     | -                              | -                              | -                              | -     | -     | 24    | 0     |
| 2021-2022             | RC Strasbourg         | Ligue 1               | 1           | 0           | 1                     | 0                     | -                              | -                              | -                              | -     | -     | 2     | 0     |
| Sous-total            | Sous-total            | Sous-total            | 26          | 0           | 1                     | 0                     | -                              | -                              | -                              | 3     | 0     | 30    | 0     |
| Total sur la carrière | Total sur la carrière | Total sur la carrière | 400         | 0           | 51                    | 0                     | -                              | 38                             | 0                              | 91    | 0     | 580   | 0     |

## Palmarès

### En club
Eiji Kawashima est vice-champion du Japon 2008 et 2009 avec le Kawasaki Frontale ainsi que finaliste de la Coupe de la Ligue en 2007 et 2009.
Sous les couleurs du Standard de Liège ensuite, il est vice-champion de Belgique en 2014.
En 2019, il remporte la Coupe de la Ligue avec le RC Strasbourg.

### En sélection
Il remporte la Coupe d'Asie des nations en 2011 avec le Japon.

### Distinctions individuelles
Il est élu J. League Best Eleven  2009 et termine meilleur joueur de la finale de la Coupe d'Asie des nations de football  2011.